# Xã Garland, Quận Arkansas, Arkansas
Xã Garland (tiếng Anh: Garland Township) là một xã thuộc quận Arkansas, tiểu bang Arkansas, Hoa Kỳ. Năm 2010, dân số của xã này là 134 người.